# Estudios Churubusco

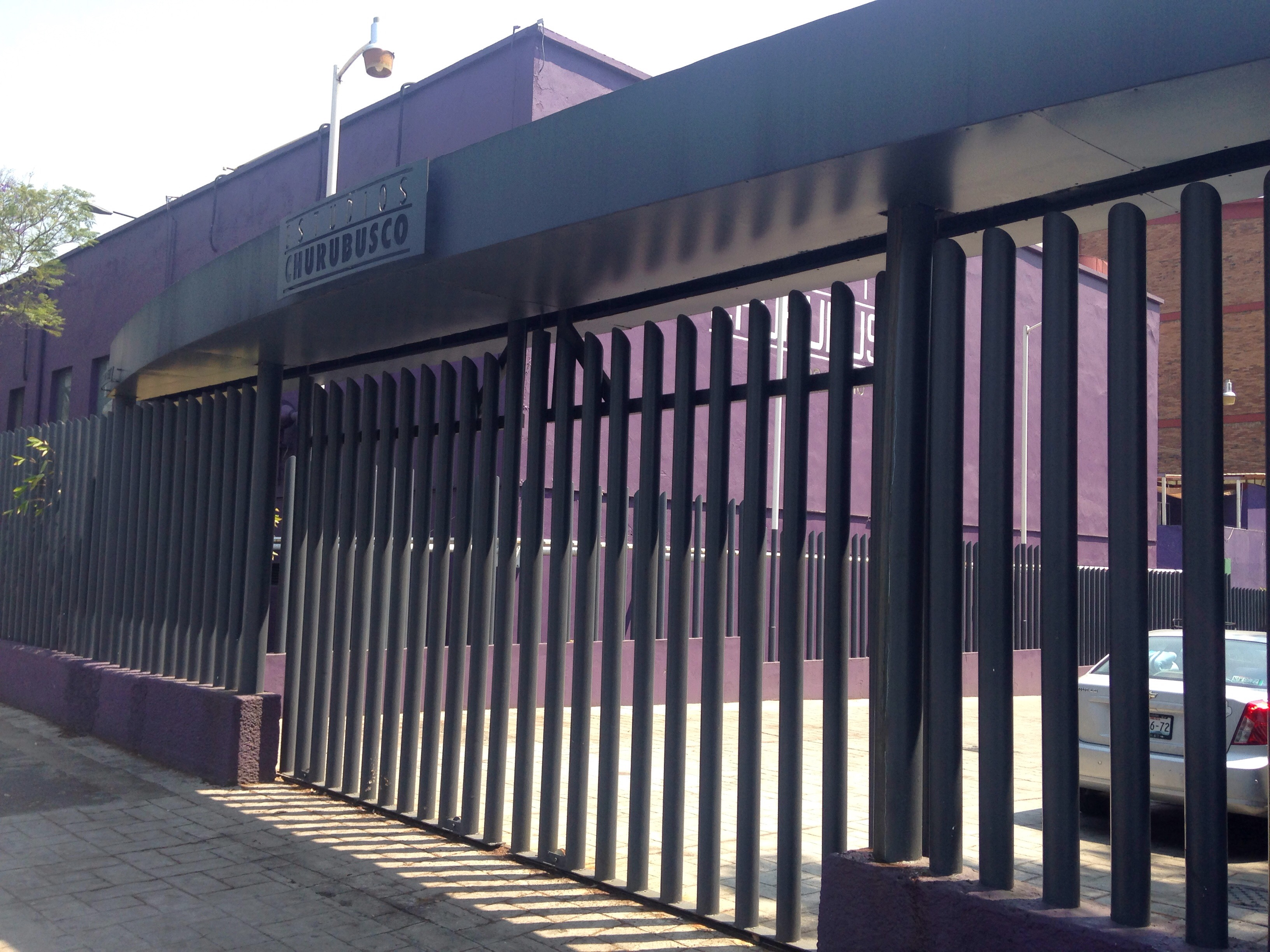
Entré till Estudios Churubusco, i bakgrunden syns en av de ursprungliga studiobyggnaderna i tegel.

Estudios Churubusco är en anläggning för filmproduktion som är belägen i stadsdelen Churubusco i Mexico City.

## Bakgrund
Anläggningen öppnades 1945 efter att ett avtal slutits två år tidigare mellan RKO Radio Pictures och Emilio Azcárraga Vidaurreta (som senare skulle grunda Televisa). På 1950-talet togs anläggningen över av Mexikos federala regering och har förblivit statligt ägd sedan dess. En stor del av mexikansk filmproduktion, i synnerhet det kom kallas guldåldern från 1930-talet till 1960-talet, har ägt rum innanför Churubuscos grindar.
På 1980-talet började flera större Hollywood-produktioner spelas in där på grund av lägre kostnader jämfört med kostnadsläget i USA eller Storbritannien. Bland engelskspråkiga filmer som spelats in på Churubusco finns: Conan förgöraren, Den vilda jakten på stenen och Dune (1984); Rambo – First Blood II (1985); James Bond-filmen Tid för hämnd, Älskling, jag krympte barnen (1989); Jakten på Röd Oktober och Total Recall (1990). Under 1990-talet blev de utländska produktionerna färre då det visade sig att de förvisso lägre lönekostnaderna även medförde större kostnader på grund av tekniska brister. Två större engelskspråkiga produktioner under det årtiondet var Romeo & Julia (1996); Zorro – Den maskerade hämnaren (1998).